# Devin Carter
Devin Carter (Miami, Florida; 18 de marzo de 2002) es un baloncestista estadounidense que pertenece a la plantilla de los Sacramento Kings de la NBA. Con 1,91 metros de estatura, juega en la posición de escolta. Es hijo del que fuera también jugador profesional Anthony Carter.

## Trayectoria deportiva

### Universidad
Jugó una temporada con los Gamecocks de la Universidad de Carolina del Sur, en la que promedió 9,0 puntos, 3,8 rebotes y 1,8 asistencias por partido. Fue incluido en el mejor quinteto freshman de la Southeastern Conference.
Al término de la temporada fue incluido en el portal de transferencias, y fue enviado a los Friars del Providence College, donde jugó dos temporadas mñas, promediando 16,4 puntos, 6,8 rebotes, 3,0 asistencias, 1,8 robos de balón y 1,0 tapones por partido. En su segunda temporada fue incluido en el mejor quinteto de la Big East Conference y elegido además Jugador del Año.

#### Estadísticas
| Año     | Equipo         | PJ | PT | MPP  | %TC  | %3P  | %TL  | RPP | APP | ROB | TPP | PPP  |
| ------- | -------------- | -- | -- | ---- | ---- | ---- | ---- | --- | --- | --- | --- | ---- |
| 2021–22 | South Carolina | 30 | 7  | 18.7 | .420 | .267 | .688 | 3.8 | 1.8 | .9  | .3  | 9.0  |
| 2022–23 | Providence     | 33 | 33 | 32.0 | .427 | .299 | .720 | 4.9 | 2.5 | 1.8 | 1.1 | 13.0 |
| 2023–24 | Providence     | 33 | 33 | 35.3 | .473 | .377 | .749 | 8.7 | 3.6 | 1.8 | 1.0 | 19.7 |
| Total   | Total          | 96 | 73 | 29.0 | .447 | .338 | .723 | 5.9 | 2.7 | 1.5 | .8  | 14.1 |

### Profesional
Fue elegido en la decimotercera posición del Draft de la NBA de 2024 por los Sacramento Kings, franquicia con la que firmó contrato el 9 de julio. En 3 de enero hizo su debut en la NBA ante los Memphis Grizzlies, equipo en el que su padre, Anthony Carter, ejerce como entrenador asistente. Consiguió cinco rebotes y dos asistencias en once minutos en pista.

## Estadísticas de su carrera en la NBA

### Temporada regular
| Año     | Equipo     | PJ | PT | MPP  | %TC  | %3P  | %TL  | RPP | APP | ROB | TPP | PPP |
| ------- | ---------- | -- | -- | ---- | ---- | ---- | ---- | --- | --- | --- | --- | --- |
| 2024-25 | Sacramento | 36 | 0  | 11.0 | .370 | .295 | .591 | 2.1 | 1.1 | .6  | .1  | 3.8 |
| Total   | Total      | 36 | 0  | 11.0 | .370 | .295 | .591 | 2.1 | 1.1 | .6  | .1  | 3.8 |